# クリス・ミン・ドーキー
クリス・ミン・ドーキー（Chris Minh Doky、1969年2月7日 - ）は、デンマーク人のベーシスト。

## 経歴
1989年にソロ・アルバム『Appreciation』をリリースした。兄のニールス・ラン・ドーキーとドーキー・ブラザーズ（Doky Brothers）というバンドを組み、1996年に『Doky Brothers』、1997年に『Doky Brothers 2』という2枚のアルバムをリリースしている。
マイク・スターンやマイケル・ブレッカー、坂本龍一などとコラボレーションしている。
デンマークではテレビ映画などの音楽やミュージカルのディレクターとして活動している。

## 使用楽器
- ヤマハ サイレント・ベース + MarkBass Amps

## ディスコグラフィ

### リーダー・アルバム
- Appreciation (1989年、Storyville)
- The Sequel (1990年、Storyville)
- Letters (1991年、Storyville)
- The Toronto Concert (1992年、Maracatu)
- Paris by Night (1993年、Soul Note)
- Live in Marciac (1994年、Dreyfus)
- Blue Eyes (1998年、Dreyfus)
- 『ミン』 - Minh (1998年、EMI)
- 『リッスン・アップ』 - Listen Up! (2000年、Virgin)
- 『シネマティーク』 - Cinematique (2002年、Blue Note/Capitol)
- 『ザ・ノマド・ダイアリーズ』 - The Nomad Diaries (2006年、Blue Note)
- 『夢風景』 - Scenes from a Dream (2010年、Red Dot)
- New Nordic Jazz (2015年、Red Dot)
- 『トランスペアレンシー』 - Transparency (2018年、Red Dot)

### ドーキー・ブラザーズ
- Doky Brothers (1995年、Medley/Blue Note)
- Doky Brothers 2 (1997年、Medley/Blue Note)

### 教則DVD
- 『クリス・ミン・ドーキー直伝 アップライトベース奏法』 - Upright Bass Technique (2004年)

## 来日
ドーキーは複数回来日している。
- 2001年
- 2004年
- 2007年
- 2009年
- 2017年 安部潤 presents Welcome クリス・ミン・ドーキー Session 東京、愛知